# سید محمدهادی رضوی
سیدمحمدهادی رضوی (متولد فروردین ۱۳۶۳ در تهران) مدیرعامل گروه اقتصادی به نام فاطمی و از مجرمین اصلی پرونده اختلاس در بانک سرمایه می‌باشد.

## زندگی
هادی رضوی در فروردین ۱۳۶۳ در تهران به دنیا آمد. او  داماد محمد شریعتمداری وزیر رفاه دولت حسن روحانی می‌باشد.

## فعالیت‌های اقتصادی
هادی رضوی به همراه پدرش سعید رضوی از فعالین در عرصه‌های مختلف اقتصادی بودند. وی در سال ۱۳۹۳ و در زمان ثبت نام برای اتاق بازرگانی تلاش خود را ایجاد یک لابی شیعه اعلام کرد.

### فعالیت‌های نفتی
در عرصه نفتی محمدهادی رضوی فروش روغن (سوخت) کشتی به «شرکت ملی نفتکش ایران» و فروش روغن خودرو و گریس به «ایران خودرو» را به نمایندگی و واسطه گری از شرکت «نفت پارس» بر عهده داشت. این شرکت از شرکت‌های وابسته به «ستاد اجرایی فرمان امام» است؛ که محمد شریعتمداری، پدر همسر محمدهادی رضوی، عضو هیئت امنای این ستاد می‌باشد.

### گروه اقتصادی فاطمی
محمدهادی رضوی مسوولیت گروه اقتصادی موسوم به فاطمی را برعهده دارد. این هلدینگ شامل چندین مؤسسه و کارخانه مانند شرکت صنایع آینده سازان فاطمی نوین، سیستم‌های رسانه‌ای فاطمی، ماشین‌های اداری فاطمی و کارخانجات فاطمی است.

## فعالیت‌های سینمایی و فرهنگی
رضوی رئیس شورای سیاستگذاری جشنواره فیلم مدافعان حرم بوده و ریاست شرکت تصویرگستر پاسارگاد را دارد.

### امور سینمایی و سریال سازی
شرکت تصویرگستر پاسارگاد که ریاست هیئت مدیره آن را سید محمد امامی بر عهده داشت، از شرکت‌هایی است که با سید محمد هادی رضوی در ارتباط بوده و وی در راستای همراهی با این مؤسسه در فیلم‌ها و سریال‌های مختلفی سرمایه‌گذاری یا تهیه‌کنندگی را بر عهده داشته‌است؛ که فیلم‌های شهرزاد و شاهگوش از این جمله هستند.

### جشنواره فیلم مدافعان حرم
او همچنین برگزارکننده و عضو شورای سیاستگزاری جشنواره نخستین دوره جشنواره فیلم مدافعان حرم بود.

## پرونده بانک سرمایه
با آغاز بررسی پرونده متهمین به اختلاس در بانک سرمایه نام رضوی نیز در بین این افراد به عنوان متهم اعلام شد. بنا به دادنامه منتشره وی در این پرونده متهم به فروش اموال به مبلغ بالاتر از میزان واقعی و عدم بازپرداخت وام بانکی می‌باشد.
بنا به دادنامه صادره و به نقل از قهرمانی، نماینده دادستان، «هادی رضوی از مجرای پرداخت رشوه به مدیران بانک سرمایه، بدون تودیع وثیقه ۱۰۷ میلیارد تومان از بانک سرمایه و ۱۰۴ میلیارد تومان از بانک‌های دی، اقتصاد نوین، مسکن و تجارت دریافت کرده‌است.» و همچنین «رضوی در ازای دریافت ۲۸۵ میلیون تومان، تبلیغات بانک سرمایه را در خبرگزاری فارس انجام می‌داده‌است.» بنا به گفته نماینده دادستان «هادی رضوی بخشی از پول‌های خود را به حساب شرکت‌هایی ریخته که به اسم افراد کارتن‌خواب تأسیس شده بود.»
در تاریخ ۸ مرداد ۱۳۹۸، سخنگوی قوه قضاییه خبر داد که هادی رضوی به جرم اخلال در نظام اقتصادی کشور به ۲۰ سال حبس، رد مال، ۷۴ ضربه شلاق و محرومیت از خدمات دولتی محکوم شده‌است.

## حمایت از مهرداد بذرپاش
سید محمدهادی رضوی، پس از انتقاداتی که مهرداد بذرپاش به اتهام جعل سابقه کار و سوابق تحصیلی، منتقدان ریاست او بر دیوان محاسبات کشور، را «مفت‌خور» خوانده‌است. او در یک استوری اینستاگرامی نوشت: «مهرداد بذرپاش نازنین نمی‌دانم چرا یک عده مفت‌خور ناراحت شدن شرکت همراه اول افتخار داشته باشه مدیری مثل شما داشته باشه… بعضی جوانانی که الان مدیر شدن فکر می‌کنن فقط جوان بودن مهمه بلکه جوان متعهد و انقلابی بودن اهمیت دارد.» او همچنین بیان کرده که بذرپاش برای سال ۱۴۰۰ کاندیدای ریاست جمهوری خواهد شد.
گفته می‌شود مهرداد بذرپاش و سید محمدهادی رضوی رابطه بسیار نزدیکی با یکدیگر دارند. علی غفاریان مدیرمسوول صراط در همین زمینه در توییتی که در صفحه شخصی خود منتشر کرده نوشت: «گفته می‌شود سیدهادی رضوی داماد دادگاهی شریعتمداری (وزیر کار) از دوستان نزدیک بذرپاشه و تو انتخابات هم خیلی به ایشون کمک کرده و قراره باز هم کمک کنه. در ایام انتخابات ریاست جمهوری ۹۶، هادی رضوی به چه دلیل به دفتر بذرپاش تردد می‌کرد؟ به نظرتون این موضوع شفاف سازی بشه بهتر نیست؟»